# Мур, Спенсер Ле Марчант
Спенсер Ле Мэрчант Мур (англ. Spencer Le Marchant Moore; 1 ноября 1850, Хампстед, Англия, Великобритания — 14 марта 1931) — английский ботаник.

## Биография
Спенсер Ле Мэрчант Мур родился в Хампстеде 1 ноября 1850 года. Работал в Королевских ботанических садах Кью с 1870 по 1879 год. Спенсер Ле Мэрчант Мур внёс значительный вклад в ботанику, описав множество видов семенных растений. Спенсер Ле Мэрчант Мур умер 14 марта 1931 год.

## Научная деятельность
Спенсер Ле Мэрчант Мур специализировался на семенных растениях.

## Некоторые публикации
- 1894—1896: Moore; S.Le M. The phanerogamic botany of the Matto Grasso Expedition, 1891—1892. Издание The Society.
- 1902: Moore; S.Le M. New or noteworthy South African plants.
- 1913: Rendle; A.B.; E.G. Baker; H.F. Wernham; S. Le Marchant. Moore. Catalogue of the plants collected by Mr. & Mrs. P.A. Talbot in the Oban district, South Nigeria. Издание British Museum (Natural History). Dept. Botánica.
- 1936: Moore; S.Le M. Dictoyledons: families to Rubiaceae to Compositae. Издание Trustees of the British Museum.